# 姫路市文化センター
姫路市文化センター（ひめじしぶんかセンター）は、兵庫県姫路市の手柄山中央公園（現・手柄山平和公園）にあった多目的ホール。公益財団法人姫路市文化国際交流財団によって管理されていた。

## 概要
1972年（昭和47年）10月に開業。大ホールは1657席あり、姫路市市民会館（1976年〈昭和51年〉完成）と並ぶ、姫路市を代表する文化施設となっている。大ホールの座席数は1,657席、小ホールの座席数は493席。
2021年（令和3年）12月28日をもって閉館した。

## 交通
神姫バス「姫路市文化センター前」下車すぐ。

## 移転計画
姫路駅周辺のキャスティ21計画によって姫路市文化コンベンションセンターへの移転が計画されている。
移転後の敷地は手柄山温室植物園と緑の相談所が合併して移転する予定となっている。